# Тиберий Нерон
Тиберий Клавдий Нерон (на латински: Tiberius Claudius Nero; * 85 пр.н.е.; † 33 пр.н.е.) е съпруг на Ливия и баща на по-късния император Тиберий и генерал Друз.

## Биография
Произлиза от патрицианския род на Клавдиите. Син е на Тиберий Клавдий Нерон (легат 67 пр.н.е.).
Първо е на служба при Гай Юлий Цезар. През 48 пр.н.е. е квестор, a следващата година е проквестор на флота по време на боевете на Цезар в Александрия. През 46/45 пр.н.e. има заповед от Цезар да заселва ветерани в Галия. След убийството на Цезар през 44 пр.н.e. Клавдий се присъединява към републиканците и помага на убийците на Цезар Марк Юний Брут и Касий.
През 42 пр.н.е. е претор и следващата година се присъединява към Луций Антоний, брата на Марк Антоний в Перузинската война; така е против Октавиан. Когато битката е загубена, той бяга при Секст Помпей, който не го приема. Затова Клавдий заминава в Гърция при Марк Антоний. През 40 пр.н.е, когато Антоний и Октавиан се примиряват, Клавдий може да се върне обратно в Рим. Обаче през 38 пр.н.е. той трябва да се разведе от Ливия по желание на Октавиан. Той умира около 33 пр.н.e.
Клавдий е от 46 пр.н.е. до края на живота си понтифекс.